# Groupes ethniques du Cameroun
 (août 2023).

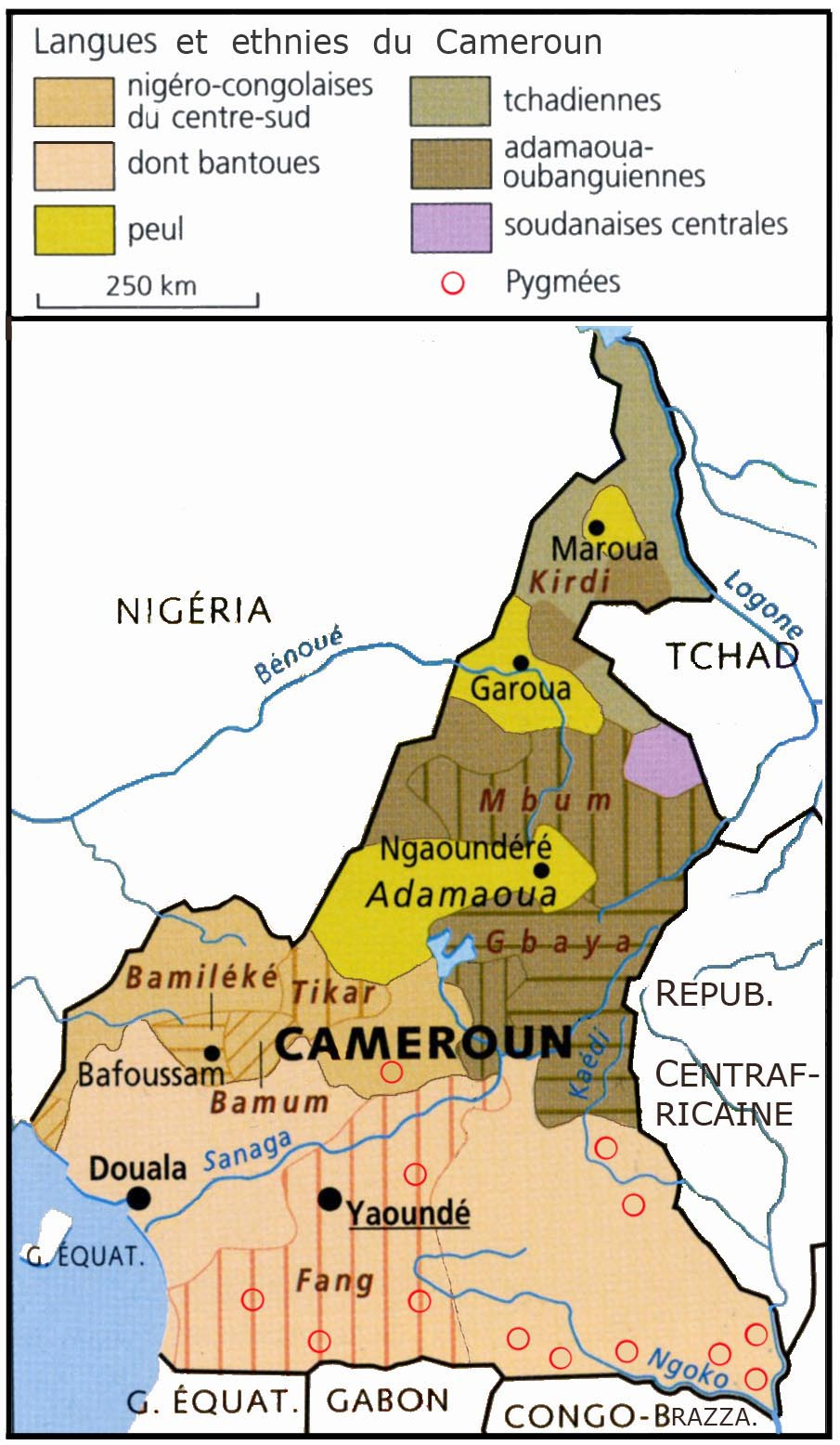
Groupes ethniques du Cameroun : il ne s'agit pas des ethnies au sens strict mais des grands ensembles.

Le Cameroun compte plus de 278 ethnies différentes.
Les 278 groupes ethniques estimés du Cameroun forment six apparentements ethniques selon l'Office de la recherche scientifique et technique outre-mer :
- les Bantous qui sont divisés dans les sous-groupes : Douala, Bassa, Malimba, Bakundu, Elog Mpo'o, Bantou du Mbam, Beti Yaoundé, Beti Sanaga, Boulou et Maka-Kozime ; Mpo'Mam.

les Semi-Bantous sont divisés en sous-groupes suivants : Tikar, Bamoun, Bamiléké, Widekum, Kaka, Baya et Semi-Bantou de Cross River ;
- les Soudanais, habitants du domaine soudanien, sous-divisés en Mafa (Nord et Sud) et Mofu, Soudanais du Mayo Kebi et du Logone et en Bénoué-Adamaoua ;
- les Foulbés bororos ;
- les Arabes.

## Principaux peuples
| Peuple                                                  | The World Factbook, UNESCO |
| ------------------------------------------------------- | -------------------------- |
| Grassfield ( Bamilékés, Bamouns, Grassfield Nord-ouest) | 50%                        |
| Fang-Beti                                               | 00 %                       |
| bassa,Sawa,Louembo                                      | 12,7%                      |
| Peuls                                                   | 9,6 %                      |
| Tikars, Makas                                           | 12,3 %                     |
| Soudano-sahélien                                        | 15,5 %                     |
| Non-Africains                                           | <1 %                       |

| Peuple                                  | Université Laval |
| --------------------------------------- | ---------------- |
| Grassfield                              | 50%              |
| Fang-Beti                               | 00%              |
| Douala, Lundu, Malimba, Bakoko et Bassa | 14,3 %           |
| Tikar, Makas                            | 12,3 %           |
| Peuls/Soudano-                          | 9,6 %/15,5%      |

## Groupes ethniques par zone géographique

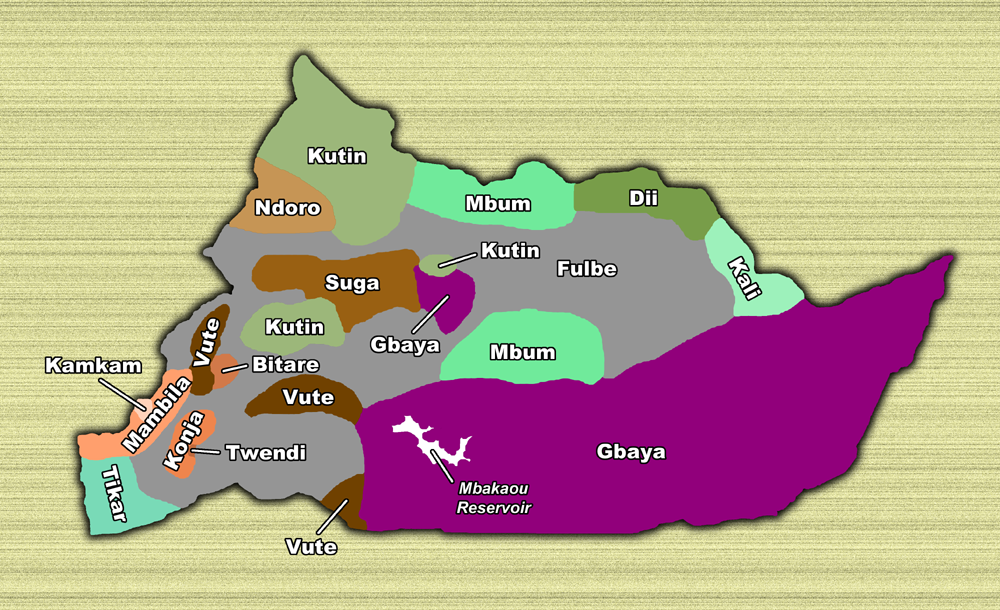
Adamaoua
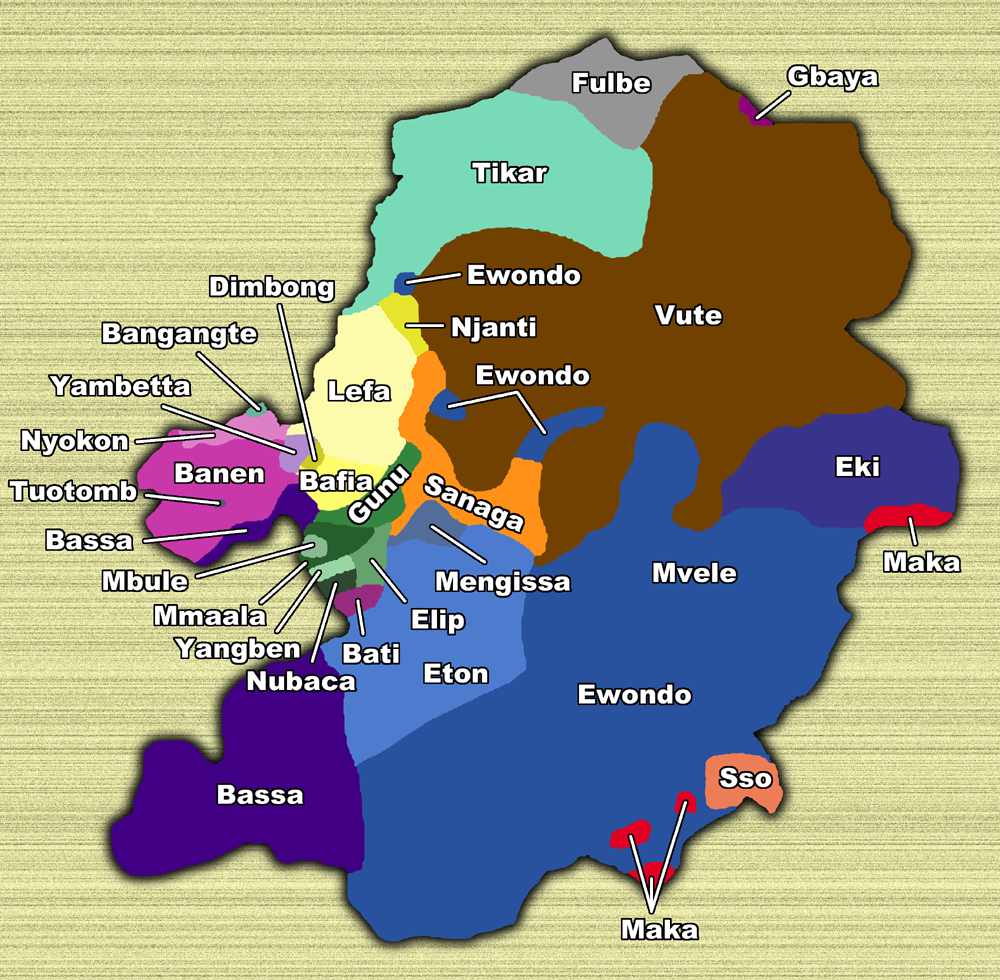
Région du Centre
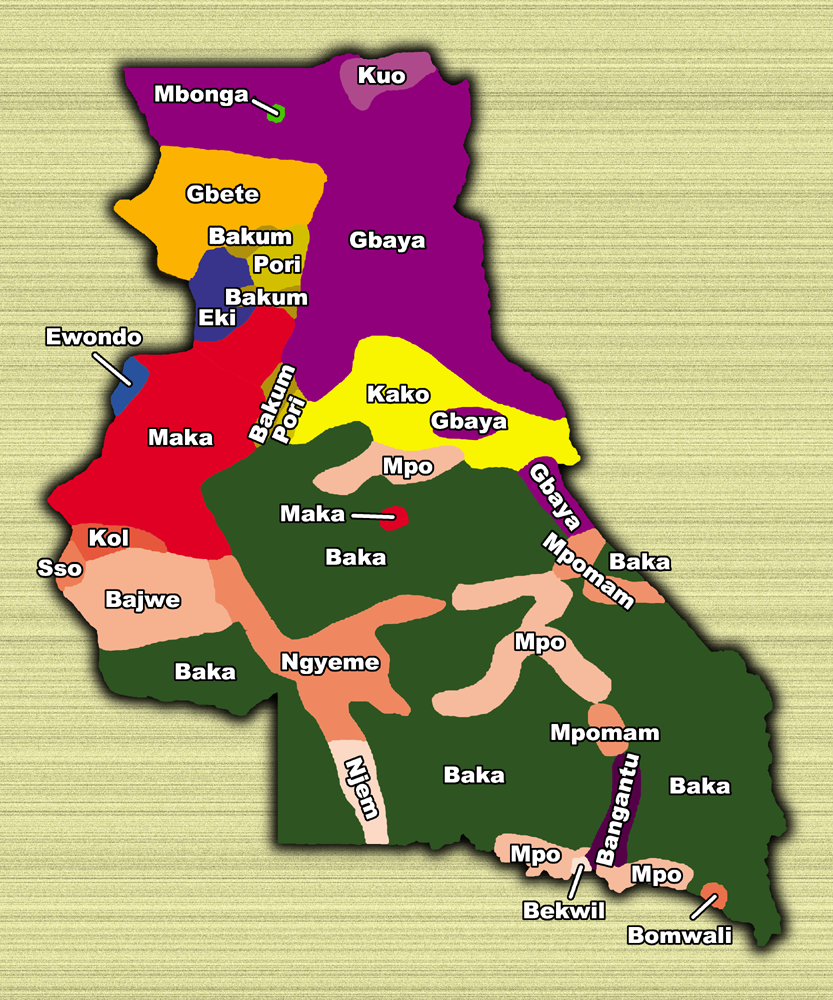
Région de l'Est
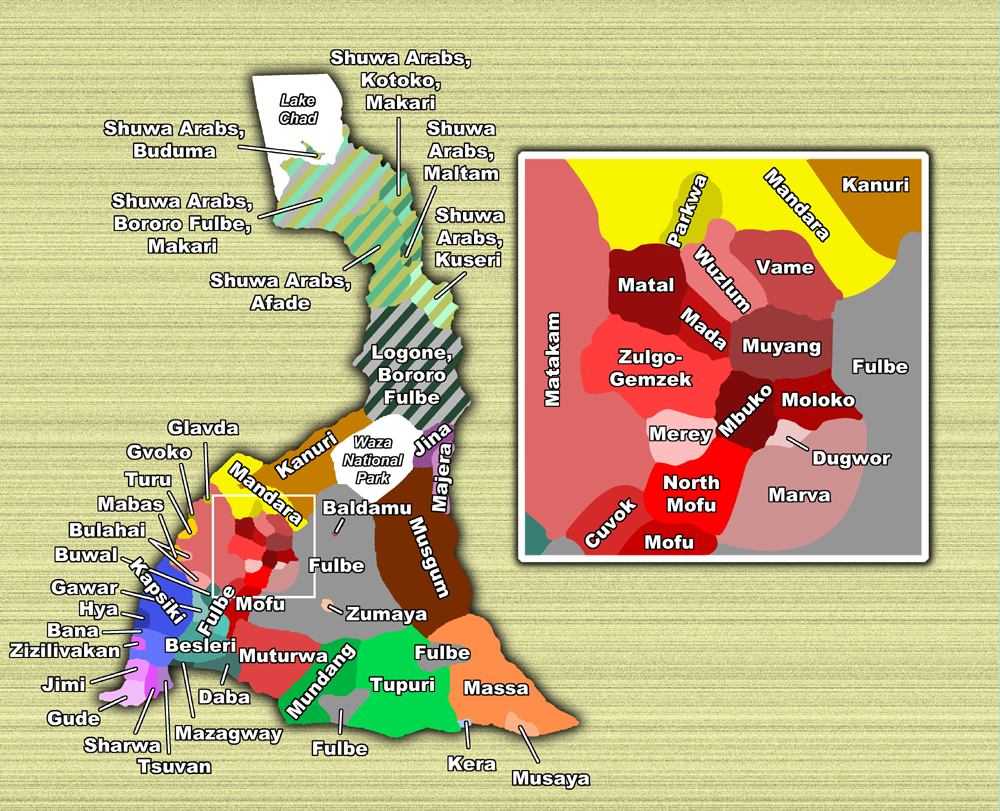
Région de l'Extrême-Nord
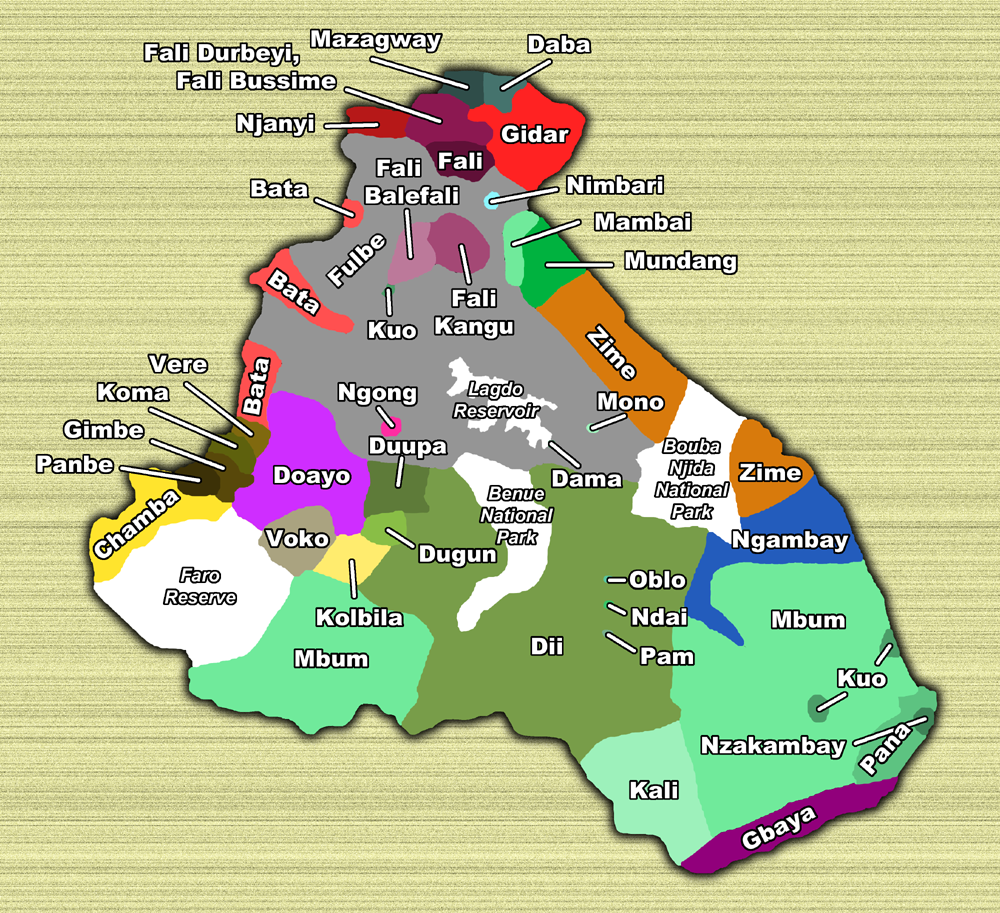
Région du Nord
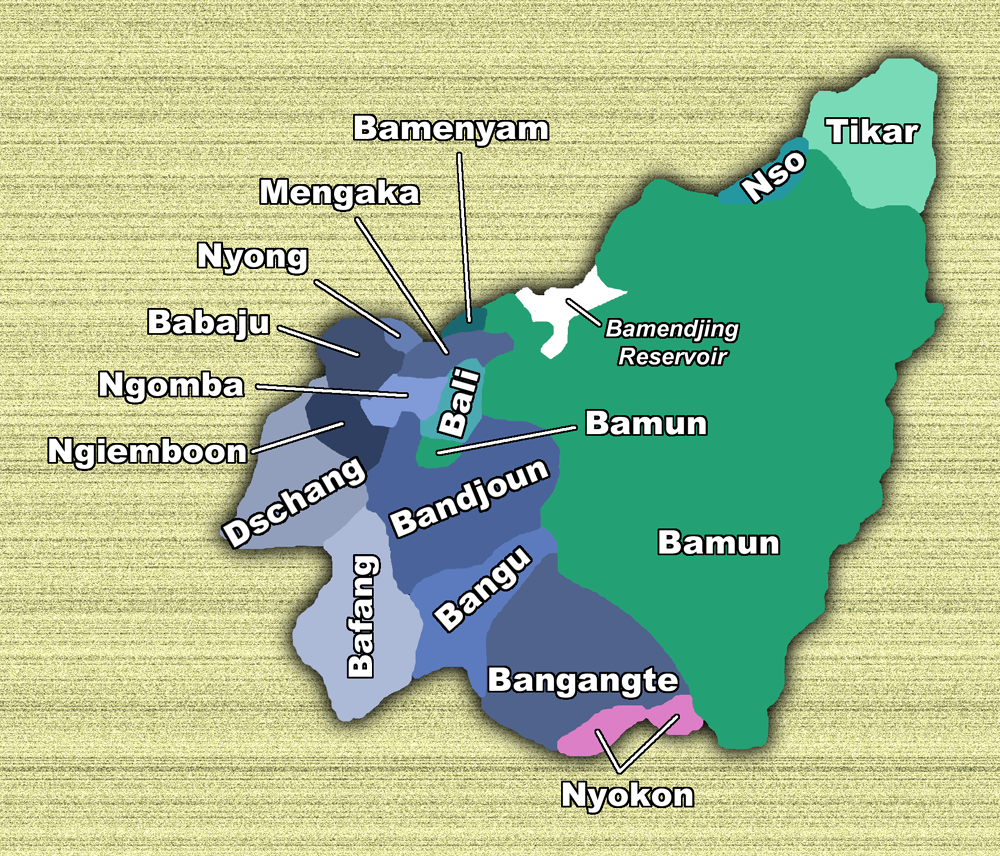
Région de l'Ouest
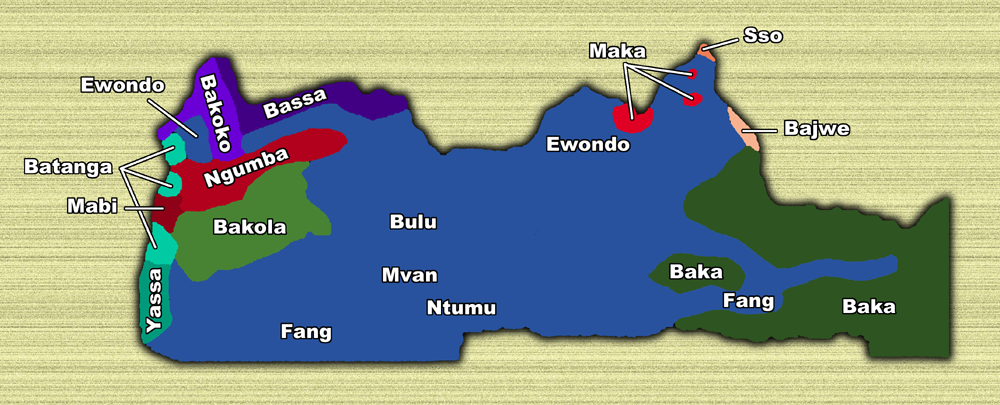
Région du Sud